# 布拉泰什基
49°40′26″N 34°2′4″E / 49.67389°N 34.03444°E

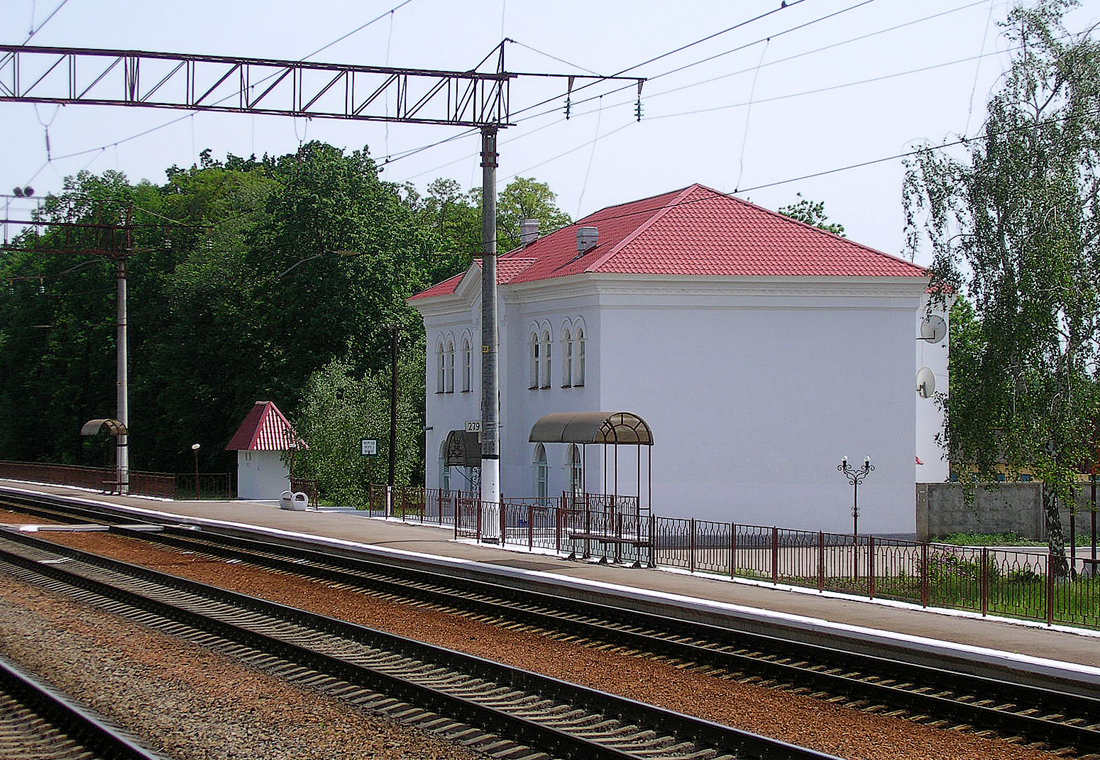
布拉捷什基車站

布拉捷什基（羅馬化：Brateshky）是烏克蘭中部的村莊，隸屬波爾塔瓦州的波爾塔瓦區。該村距離代姆揚齊0.5公里和第二利曼1公里，海拔高度139米，2001年人口321。